# Humberto Coelho
Humberto Manuel de Jesus Coelho (* 20. April 1950 in Cedofeita) ist ein ehemaliger portugiesischer Fußballspieler und derzeitiger -trainer.

## Spielerkarriere

### Verein
Der Abwehrspieler Humberto Coelho begann seine Profikarriere 1968 als 18-Jähriger bei Benfica Lissabon. Fortan entwickelte er sich zu einem der besten Innenverteidiger Portugals. Der junge Coelho spielte bei Benfica mit der portugiesischen Fußballlegende Eusébio in einer Mannschaft. Nach seiner ersten Saison konnte er bereits den ersten portugiesischen Meistertitel mitfeiern. Vier weitere Ligatitel und drei Erfolge im Taça de Portugal sollten folgen, bis er 1975 nach Frankreich zum gerade erst fünf Jahre zuvor gegründeten Klub Paris Saint-Germain wechselte. In Paris spielte er bis 1977. Zu einem Titel reichte es allerdings nicht. Die beste Platzierung in dieser Zeit war Rang neun zur Saison 1976/77. Im Jahr zuvor spielte man noch lange gegen den Abstieg. Nach einem kurzen Gastspiel in den USA bei den Las Vegas Quicksilvers, wo Coelho auch wieder auf Eusébio traf sowie mit den Deutschen Axel Neumann und Franz Krauthausen spielte, wechselte der Abwehrspieler schon bald wieder zurück in die portugiesische Heimat zu Benfica, wo er noch zweimal Meister wurde. Nach der Spielzeit 1983/84 verkündete der portugiesische Fußballer des Jahres 1974 sein Karriereende.

### Nationalmannschaft
In seinem ersten Profijahr, wurde Coelho zugleich erstmals für die portugiesische Nationalmannschaft nominiert. Dort gab er am 27. Oktober 1968, beim 3:0-Sieg gegen Rumänien, sein Debüt im Qualifikationsspiel zur Weltmeisterschaft 1970. Bis 1983 sollte er auf insgesamt 64 Einsätze im Dress der Südwest-Europäer kommen. Am 27. April 1983 spielte er letztmals für die Farben seines Landes. Wegen einer hartnäckigen Verletzung beendete er kurz darauf seine Nationalmannschaftskarriere.

## Trainerkarriere
Bereits 1985 übernahm Coelho den Cheftrainerposten bei Sporting Braga. Nach einem respektablen Platz neun in der Liga, wechselte er zur Folgesaison zum SC Salgueiros. Nachdem er dort entlassen worden war, blieb es lange still um den ehemaligen Nationalspieler.
Im Dezember 1997 wurde der populäre Coelho zum Nationaltrainer berufen, nachdem Portugal die Qualifikation zur Fußball-Weltmeisterschaft 1998 verpasst hatte. Coelho gelang es aus dem Starteam um Luís Figo, Rui Costa und Fernando Couto ein Ensemble zu formen, das nach jahrelangen Misserfolgen endlich zu einer Einheit wurde. Bei der Fußball-Europameisterschaft 2000 sorgte sein Team bereits beim Auftakt gegen England für Aufsehen. Schnell hatten sie mit 0:2 zurückgelegen, doch gewannen sie das Spiel noch mit 3:2. Nach Siegen über Rumänien und Deutschland gelang der Einzug ins Viertelfinale als Gruppensieger. Die Reise der furios aufspielenden Portugiesen war erst im Halbfinale gegen den aktuellen Weltmeister Frankreich zu Ende. Sie verloren durch Golden Goal, das Zinédine Zidane per Handelfmeter in der Verlängerung erzielte. Dennoch war die Mannschaft des Jahres 2000 das beste portugiesische Nationalteam seit 1966. Nach der EM verlängerte Humberto Coelho seinen auslaufenden Vertrag nicht weiter. Nachfolger wurde António Oliveira, der die Mannschaft zur Fußball-Weltmeisterschaft 2002 führte. Kurz nach der Europameisterschaft in Belgien und den Niederlanden, übernahm Coelho die Nationalmannschaft Marokkos. Über die Qualifikation führte er das Team zur Afrikameisterschaft 2002 nach Mali. Nach gutem Start, mit einem Unentschieden gegen Ghana und einem 2:1-Sieg gegen Burkina Faso, scheiterte die Mannschaft durch eine Niederlage am letzten Vorrundenspieltag gegen die südafrikanische Auswahl. 2003 wurde er Nachfolger von Guus Hiddink als Nationalcoach Südkoreas. Zwar konnte er im Dezember 2003 die ostasiatische Meisterschaft feiern, musste aber 2004 nach einem Unentschieden im WM-Qualifikationsspiel gegen die Malediven zurücktreten. Anschließend trainierte er bis Ende 2006 Al-Shabab in Saudi-Arabien.
Coelho trat Anfang Juni 2008 die Nachfolge des entlassenen Roger Lemerre in der Tunesische Nationalmannschaft an und erhielt einen Dreijahresvertrag. Nachdem er an der Qualifikation zur WM in Südafrika gescheitert war, wurde dem Fußballlehrer gekündigt. Coelho wurde anschließend von Faouzi Benzarti ersetzt.

## Erfolge als Spieler

### Verein
- Portugiesischer Meister mit Benfica Lissabon: 1969, 1971, 1972, 1973, 1975, 1981, 1983, 1984
- Taça de Portugal mit Benfica Lissabon: 1969, 1970, 1972, 1980, 1981, 1983, 1985
- Portugiesischer Super-Cup mit Benfica Lissabon: 1980

### Individuell
- Fußballer des Jahres von Portugal: 1974

## Erfolge als Trainer
- Ostasienmeisterschaft mit Südkorea: 2003
- Halbfinale bei der EM mit Portugal: 2000